# Alex Raisbeck
Alexander « Alex » Galloway Raisbeck (26 décembre 1878 – 12 mars 1949) est un footballeur international écossais qui a joué pour le Liverpool Football Club durant la fin du XIXe siècle et le début du XXe siècle, menant l'équipe à remporter deux championnats d'Angleterre.